# ویلرشتدت
ویلرشتدت (به آلمانی: Willerstedt) یک منطقهٔ مسکونی در آلمان است که در ایلمتال-واینشتراسه واقع شده‌است. ویلرشتدت  ۲۹۳ نفر جمعیت دارد.